# Poliklinika Neratovice
Poliklinika Neratovice je zdravotnické zařízení v Neratovicích, v ulici Dr. E. Beneše č. 1545. V době výstavby byla uváděna jako Poliklinika Urxova, podle ulice Ed. Urxe. Budova polikliniky byla slavnostně otevřena 7. března 2025.
Součástí budovy je i lékárna, optika (zatím nejasné), kavárna nebo odběrové místo. 

## Historie
Na místě dnešní polikliniky byla v roce 1973 postavena dvoupodlažní budova mateřské školy (označovaná jako MŠ v ulici Ed. Urxe). V roce 2004 byla budova MŠ převedena na Středočeský kraj. V roce 2011 převedlo vedení Středočeského kraje bezúplatně zpět do majetku města pozemek i budovu MŠ.
Původním záměrem bylo (po ukončení činnosti MŠ) budovu rozšířit o jedno patro a využít ji na městskou polikliniku. Ocelová konstrukce však byla vyhodnocena k tomuto účelu jako nevyhovující, budova byla navíc obložena panely s obsahem azbestu.
V roce 2018 prodalo město bytový dům č.p. 1021 v Kojetické ulici, jehož první patro sloužilo jako poliklinika (navíc byly ze strany domu umístěny prostory rehabilitace) a nový majitel (bytové družstvo) násobně zvýšil lékařům nájem.
Bylo rozhodnuto, že nová poliklinika bude postavena (po demolici) na místě původní budovy MŠ, otočená o 90° a kapacita bude odpovídat poliklinice na Kojetické (včetně rehabilitace).
Stavba začala v říjnu roku 2022 a stála zhruba 268 milionů korun. Část nákladů pokryla evropská dotace (zřejmě 105 mil.).
Projekt byl spolufinancován Evropskou unií z Operačního programu Životní prostředí s reg. č. CZ.05.01.01/05/23_040/0003254. Plánovaná návratnost investic díky nájmům z komerčních prostor a ordinací je 25 let.

## Poloha
Poliklinika se nachází v ulici Dr. E. Beneše č. 1545, v blízkosti železniční stanice Neratovice sídliště a autobusové zastávky. Vedle budovy je menší budova záchranné služby. Nedaleko je i neratovická nemocnice, kamenný nápis MILUJI nebo restaurace Mexikano. Vchod je umístěn na jihovýchodní straně směrem k pěti tzv. „věžákům”. 
Vedle budovy je 24 parkovacích míst, přes den určených pro návštěvníky polikliniky, dále pak velké sídlištní parkoviště. V docházkové vzdálenosti je i autobusová zastávka u 3. základní školy.

## Architektura
Budova polikliniky je moderní třípodlažní bezbariérová stavba s atriem, umístěná v klidné lokalitě obklopené zelení, ve které je prostor pro 23 ordinací a 4 komerční prostory. Jde o energeticky plusovou budovu navrženou s minimalizací provozních nákladů tak, aby se v budoucnu nestala zátěží městského rozpočtu. Na střeše je umístěna fotovoltaika, stejně jako na zastřešení parkovacích stání.
Budova je vybavena geotermálními vrty, tepelnými čerpadly (země-voda), topnými/chladicími sádrokartonovými podhledy, centrální VZT (jednotky jsou vybaveny zpětným získáváním tepla, kdy tepelný výkon centrální VZT je navržen pro pokrytí tepelné ztráty větráním) a fotovoltaickou elektrárnou.
Architektem projektu byl Ing. arch. Adam Rujbr, o realizaci stavby se postaraly firmy KASTEN a EMH.